# Viez (Hagenow)
Viez ist ein Ortsteil der Stadt Hagenow im Landkreis Ludwigslust-Parchim im Westen Mecklenburg-Vorpommerns.

## Geografie und Verkehrsanbindung
Viez liegt nordöstlich der Kernstadt Hagenow. Die B 321 verläuft südöstlich und die A 24 nördlich. Am östlichen Ortsrand fließt die Sude, ein 85 Kilometer langer, rechter (östlicher) Nebenfluss der Elbe, südwestlich erstreckt sich das 640 ha große Landschaftsschutzgebiet Bekow.

## Geschichte
Das Dorf Viez wurde schon 1230 im Zentenregister der Ratzeburger Bischöfe erwähnt als „Ein Dorf in dem noch Slaven wohnen“. Der Name stammt angeblich von der „Weichselkirsche“, die in Sümpfen wächst und es war ursprünglich ein Runddorf. Zwischen 1540 und 1940 wohnten 12 Bauernfamilien im ehemaligen Runddorf. 8 Bauernstellen brannten bei einer Feuersbrunst 1912 ab. Einige wurden dann außerhalb des Dorfes auf dem eigenen Acker wieder aufgebaut, wodurch der Rundlingscharakter verloren ging. Die Höfe hatten zwischen 30 und 50 Hektar Land.

## Sehenswürdigkeiten

### Baudenkmale
In der Liste der Baudenkmale in Hagenow sind für Viez vier Baudenkmale aufgeführt:
- Häuslerei (Häuslereiweg 6)
- Gefallenendenkmal 1914/1918 (Lindenstraße)
- Scheune (Lindenstraße 8)
- Wohnhaus (Mühlenweg 2)